# النا بارانووا
النا بارانووا (روسی: Елена Викторовна Баранова؛ زادهٔ ۲۸ ژانویه ۱۹۷۲) بازیکن بسکتبال اهل اتحاد جماهیر شوروی سوسیالیستی بود.
وی در مسابقات کشوری و بین‌المللی در مجموع برندهٔ ۳ مدال طلا، ۳ مدال نقره، ۳ مدال برنز شده‌است.